# Fengyang
För andra betydelser, se Fengyang (olika betydelser).
Fengyang är ett härad i staden Chuzhou i provinsen Anhui i östra Kina.

## Historia
Orten är främst känd för att vara det härad från vilket Mingdynastins grundare Zhu Yuanzhang härstammade och det finns flera minnesmärken som härrör från honom i bygden, bland annat en kejserlig stad, ett mausoleum tillägnat kejsarens föräldrar och Longxing-templet, där Zhu lär ha tillbringat en tid som buddhistmunk. Den kejserliga staden Zhongdu (中都) hade en yta på 76 km², men 1375 flyttade Zhu den kejserliga huvudstaden till Nanjing. Zhongdu hade en unik layout där staden var byggd kring två nord-sydliga axlar till skillnad från traditionell kinesisk stadsplanering där städerna byggdes kring en central axel.
Fengyang är känt för att ha drabbats särskilt hårt av svältkatastrofen under det Stora språnget 1958-62, då häradet förlorade omkring 90 000 invånare i svälten, nästan en fjärdedel av dess befolkning.
1978 skrev ett antal bönder i byn Xiaogang (小岗村), som ligger i häradet, på ett hemligt kontrakt som delade upp folkkommunens mark i byn mellan bönderna som sedan brukade jorden individuellt. Detta var illegalt vid tiden, men fick sedan sanktion genom Deng Xiaopings reformprogram och Fengyang härad blev ett mönsterhärad för det nya ansvarssystemet, där bönderna arbetade som kontraktsbönder för staten istället för kollektivet.

## Administrativ indelning
Häradet är indelat i 14 köpingar, en socken och en administrativ enhet på sockennivå.
Köpingar (zhen):

- Banqiao (板桥镇)
- Damiao (大庙镇)
- Daxihe (大溪河镇)
- Fucheng (府城镇)
- Guantang (官塘镇)
- Hongxin (红心镇)
- Linhuaiguan (临淮关镇)
- Liufu (刘府镇)
- Wudian (武店镇)
- Xiaoxihe (小溪河镇)
- Xiquan (西泉镇)
- Yinjian (殷涧镇)
- Zaoxiang (枣巷镇)
- Zongpu (总铺镇)

Socknar (xiang):

- Huangwan (黄湾乡)

Områden på sockennivå:
- Fengyang Jingji Kaifaqu ekonomisk utvecklingszon (凤阳经济开发区)